# 최윤칠
최윤칠(崔崙七, 1928년 7월 19일 ~ 2020년 10월 8일)은 대한민국의 전직 육상 선수이다. 본관은 탐진이며, 함경남도 단천군 출신이다. 대한민국의 아시안게임 첫 금메달리스트이다.
그는 1948년 하계 올림픽, 1952년 하계 올림픽 마라톤 종목에 출전하였다. 1948년에는 1위를 달리다 근육 경련으로 기권하였으며, 1952년에는 4위를 기록하였다.
1948년 런던 하계 올림픽때 5000m 예선에서 탈락했고, 1950년 보스턴 마라톤에서 3위를 기록하였다.
필리핀 마닐라에서 열린 1954년 아시안 게임에서 육상 1,500m 부문에서 3분 56초의 기록으로 금메달을 기록하였으며, 이는 대한민국 선수로는 아시안 게임에서 처음으로 따낸 금메달이다. 5,000m 부문에도 출전해 15분 00초로 2위에 올랐다.
1970년 국민포장에 서훈되었다.
2020년 10월 8일에 숙환으로 사망하였다.

## 가족 관계
- 배우자: 이교수
  - 아들: 최성우
    - 며느리: 김민숙
      - 손주: 최수정, 최병화

  - 장녀: 최양선
    - 첫째 사위: 박동우
      - 외손주: 박지성, 박지혜

  - 차녀: 최세미
    -       - 외손주: 이수지, 이수남

  - 삼녀: 최다미
    - 둘째 사위: 나재열
      - 외손주: 나상균, 나해균

## 같이 보기
- 함기용
- 마라톤